# Charles W. Fairbanks
Charles Warren Fairbanks (11. maj 1852 i Union County, Ohio, USA – 4. juni 1918 i Indianapolis, Indiana) var en senator for Indiana og USA's 26. vicepræsident. 
Han blev uddannet jurist, og praktiserede som advokat frem til han fattede interesse for politikken og blev indvalgt i Senatet i 1898. Efter to perioder i Senatet blev han så valgt som Theodore Roosevelts vicepræsident i 1904, og indtog stillingen 4. marts 1905. I tiden efter vicepræsidentperioden fortsatte han arbejdet med politikken, og var blandt andet med til at udforme det republikanske partis politiske platform i 1912. I 1916 prøvede han at blive nomineret som Republikanernes præsidentkandidat, men opnåede det ikke. Han blev i stedet nomineret som vicepræsidentkandidat for Charles Evans Hughes, men i det påfølgende præsidentvalg var det demokraternes præsidentkandidat Woodrow Wilson som vandt.
Fairbanks gik tilbage til advokatpraksissen i Indianapolis, men helsen svigtede og han døde kort tid efter, i 1918.